# Margaret Evelyn Cambridge
 (mars 2013).
Si vous disposez d'ouvrages ou d'articles de référence ou si vous connaissez des sites web de qualité traitant du thème abordé ici, merci de compléter l'article en donnant les références utiles à sa vérifiabilité et en les liant à la section « Notes et références ».
Margaret Evelyn Cambridge (née Grosvenor, le 8 avril 1873 à Eaton Hall dans le Cheshire et morte le 27 mars 1929 à Londres), est la fille du 1er duc de Westminster et la femme du 1er marquis de Cambridge.

## Famille
Fille du 3e marquis, puis 1er duc de Westminster, et de sa première épouse, Lady Constance Sutherland-Leveson-Gower, fille du 2e duc de Sutherland, elle épouse le 12 décembre 1894 à la chapelle domestique d'Eaton Hall, le prince Adolphus de Teck, fils aîné de François, duc de Teck et de la princesse Marie-Adélaïde de Cambridge et frère cadet de la princesse Mary de Teck, épouse du roi George V.
Après son mariage, Lady Margaret Grosvenor prend les titres et privilèges attachés à celui-ci et est connue sous l'appellation et le titre de « Son Altesse sérénissime la princesse Adolphe de Teck ».
Quatre enfants naissent de cette union : 
- George de Teck, 2e marquis de Cambridge (11 octobre 1895 – 16 avril 1981), qui épouse en 1923 Dorothy Hastings[2] (18 mai 1899 – 1er avril 1988), petite-fille de Francis Hastings, 13e comte de Huntingdon ;
- Mary de Teck, puis Lady Mary Cambridge (12 juin 1897 – 23 juin 1987), qui épouse en 1923 le 10e duc de Beaufort (4 avril 1900 – 4 février 1984) ;
- Helena de Teck, puis Lady Helena Cambridge (23 octobre 1899 – 22 décembre 1969), qui épousa en 1919 le colonel John Evelyn Gibbs (22 décembre 1879 – 11 octobre 1932 ;
- Frederick de Teck, puis Lord Frederick Cambridge (23 septembre 1907 – 30 mai 1940).

## Duchesse de Teck
En 1900, à la mort de son père, le prince Adolphe de Teck lui succède comme 2e duc de Teck, la duchesse Margaret prend donc le titre de « Son Altesse la duchesse de Teck ». Le titre de duc de Teck étant un titre provenant du royaume de Wurtemberg avec le prédicat de Son Altesse sérénissime, le roi George V, accorda en 1911 au duc de Teck le titre d'Altesse comme cadeau de couronnement. Dès lors, Margaret est ensuite titrée « Son Altesse la duchesse de Teck » jusqu'en 1917.

## Marquise de Cambridge
Lors de la Première Guerre mondiale, un vaste mouvement de réprobation envers tout ce qui était allemand se déclenche au sein de la population britannique. Le roi George V décide alors de changer le nom de la dynastie régnante, de la maison allemande des Saxe-Cobourg et Gotha à celui de meilleure consonance anglaise, la maison de Windsor. Le roi renonce aussi à tous ses princières allemands ; c'est aussi le cas pour tous les membres de la famille royale britannique vivant sur le sol anglais.  
Les Teck font donc de même : Adolphe de Teck renonce à son titre de « duc royal de Wurtemberg », il en est de même pour son frère le prince Alexander de Teck. Adolphe, duc de Teck, adopte alors le nom de Cambridge en souvenir de son grand-père, le prince Adolphe, duc de Cambridge. Il est ensuite créé en tant que marquis de Cambridge, avec titres subsidiaires de comte d'Eltham et vicomte Northallerton dans la pairie du Royaume-Uni ; elle est alors connue comme marquise de Cambridge. Leur fils aîné prend le titre de comte d'Eltham par courtoisie. 
Après la Première Guerre mondiale, le couple s'établit à Shotton Hall, près de Shrewsbury, jusqu'à la mort du 1er marquis en 1927. Leur fils aîné succède alors au titre de marquis de Cambridge, elle devient marquise douairière. Elle meurt deux ans après son époux à Londres le 27 mars 1929. Elle est tout d'abord inhumée auprès du marquis de Cambridge dans la chapelle Saint-Georges, puis les restes du couple sont déplacés pour être à nouveau inhumés au cimetière royal situé à Frogmore, dans le Berkshire.

## Titres successifs
- Lady Margaret Grosvenor (1873-1894)
- Son Altesse sérénissime la princesse Adolphe de Teck (1894-1900)
- Son Altesse sérénissime la duchesse de Teck (1900-1911)
- Son Altesse la duchesse de Teck (1911-1917)
- Lady Margaret Cambridge (1917)
- La marquise de Cambridge (1917-1927)
- Margaret, marquise douairière de Cambridge (1927-1929)

### Portrait
Son portrait fut peint par Philip de László (1869-1937).